# Kościół Świętego Ducha w Moryniu
Kościół Świętego Ducha w Moryniu – rzymskokatolicki kościół parafialny z XIII wieku w Moryniu, w powiecie gryfińskim, w województwie zachodniopomorskim. Należy do dekanatu Cedynia. Mieści się przy ulicy Fryderyka Chopina.

## Architektura
Kościół zbudowany w stylu romańskim w 3. ćwierci XIII wieku. Do wzniesienia kościoła użyto ciosów granitowych. Zbudowano go na planie krzyża, posiada trzy nawy i transept. Nie jest wykluczone, że wg pierwotnego zamysłu kościół miał posiadać jedną nawę. Przypuszczalnie kościół ufundował książę Barnim, bo w 1263 roku tenże książę przekazał patronat nad kościołem klasztorowi we Wkryujściu. W prezbiterium i w transepcie zachowały się pierwotne romańskie otwory okienne. Wraz z nawą zbudowano wysoką kamienną wieżę z przejazdem w dolnej części. W XIV wieku do kościoła dobudowano gotycką kaplicę przy transepcie oraz przypuszczalnie nadbudowano wieżę. Wieża jest zwieńczona drewnianym barokowym hełmem z latarnią z 1756 roku. Szczyty świątyni posiadają liczne blendy ostrołukowe i półkoliste, oraz rozety o uskokowych ościeżach. 

## Wnętrze
Romański ołtarz datowany jest na XII wiek i jest starszy od świątyni o koło 100 lat, został wykonany z kostki granitowej i częściowo zrekonstruowany w latach 50. XX wieku.
We wnętrzu można zobaczyć fragmenty gotyckich malowideł ściennych (z wyobrażeniami diabłów) z XIV stulecia.
Ambona barokowa została wyrzeźbiona przez artystę Hattenkerwlla w 1711 roku. 

W ścianę kościoła jest wmurowane epitafium z portretem Schoneberka - patrona świątyni, wykonane w 1750 roku. 

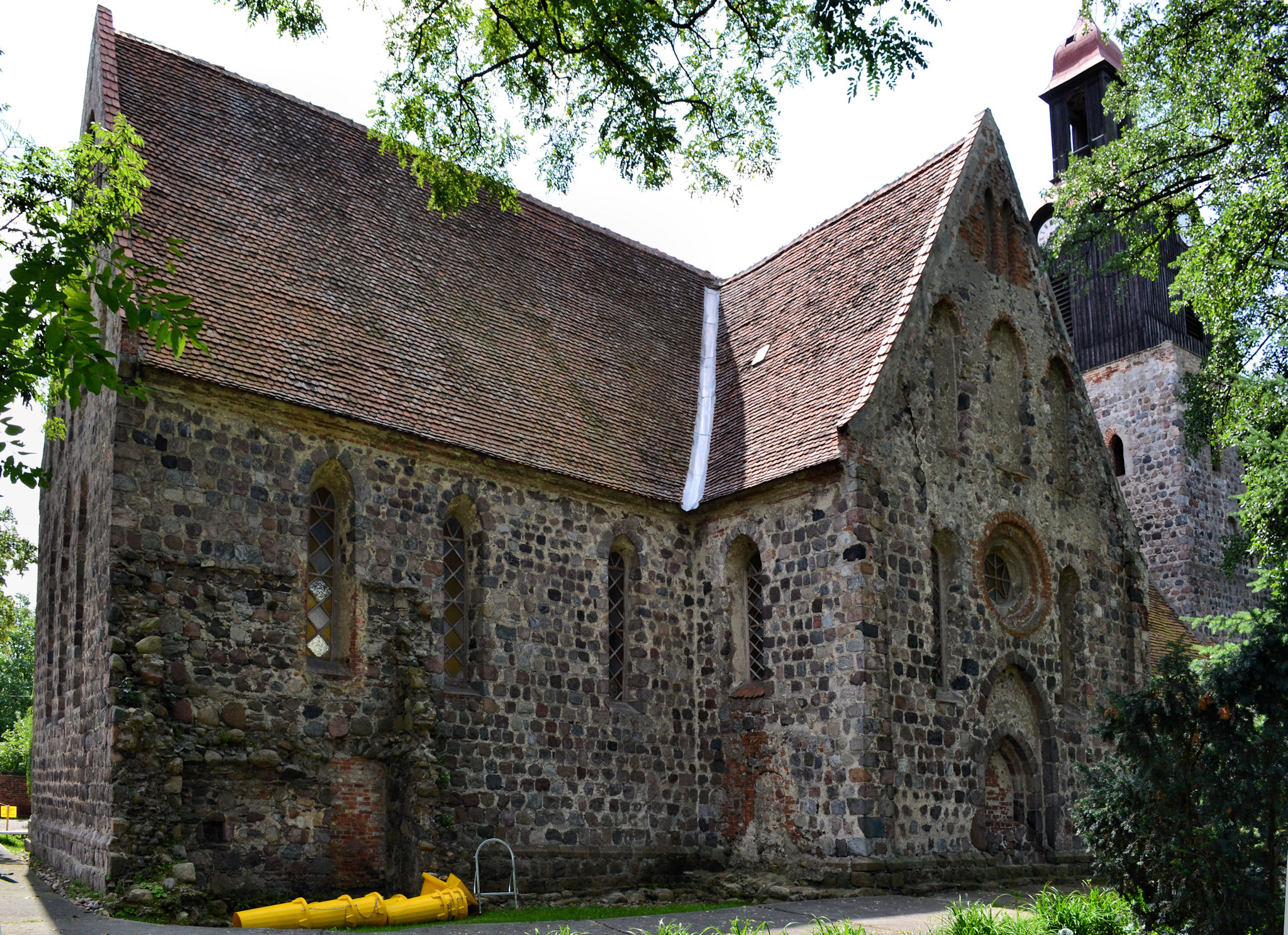
Prezbiterium i północna część transeptu (2011 r.)
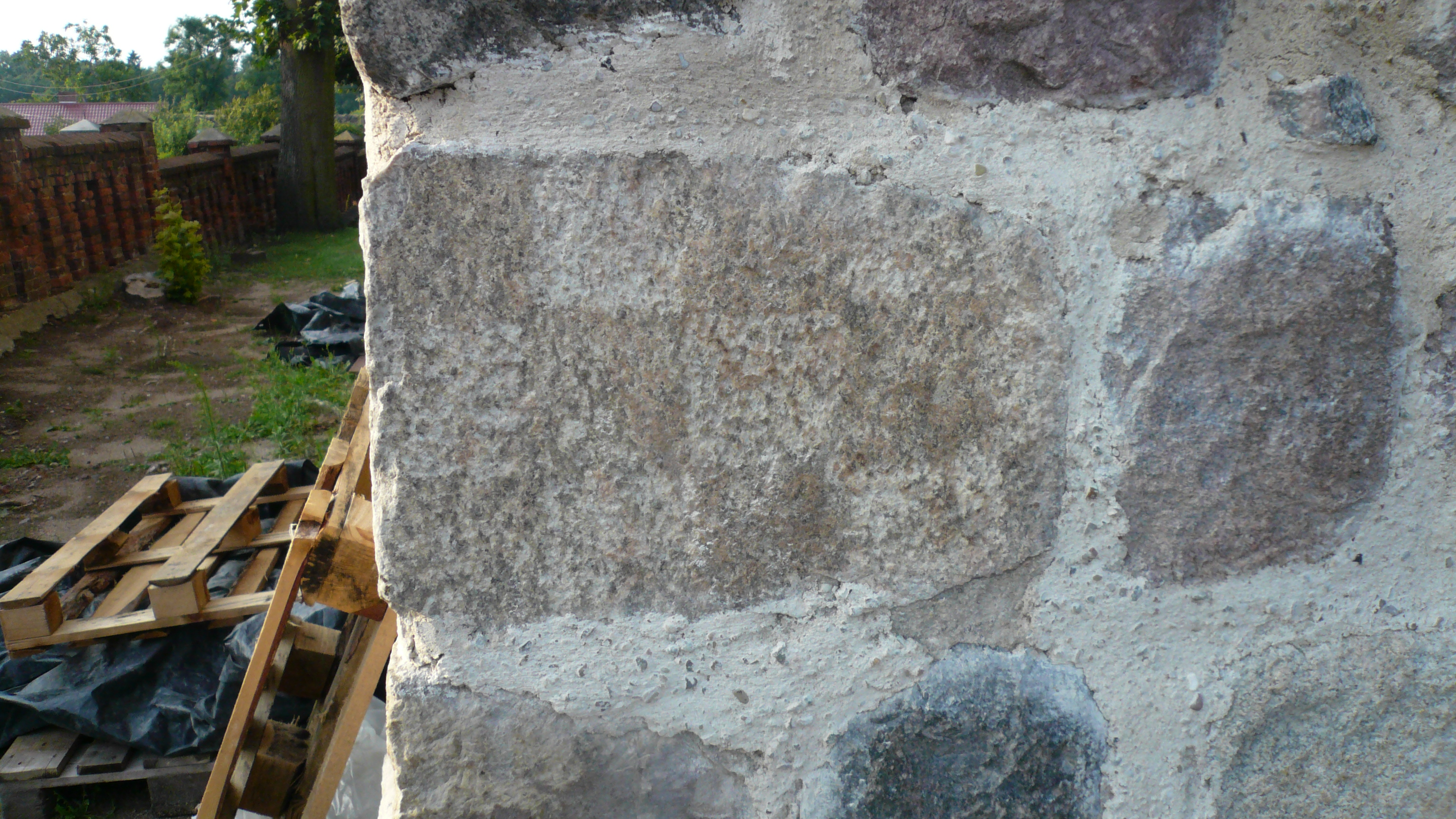
Szachownica na kamiennym ciosie
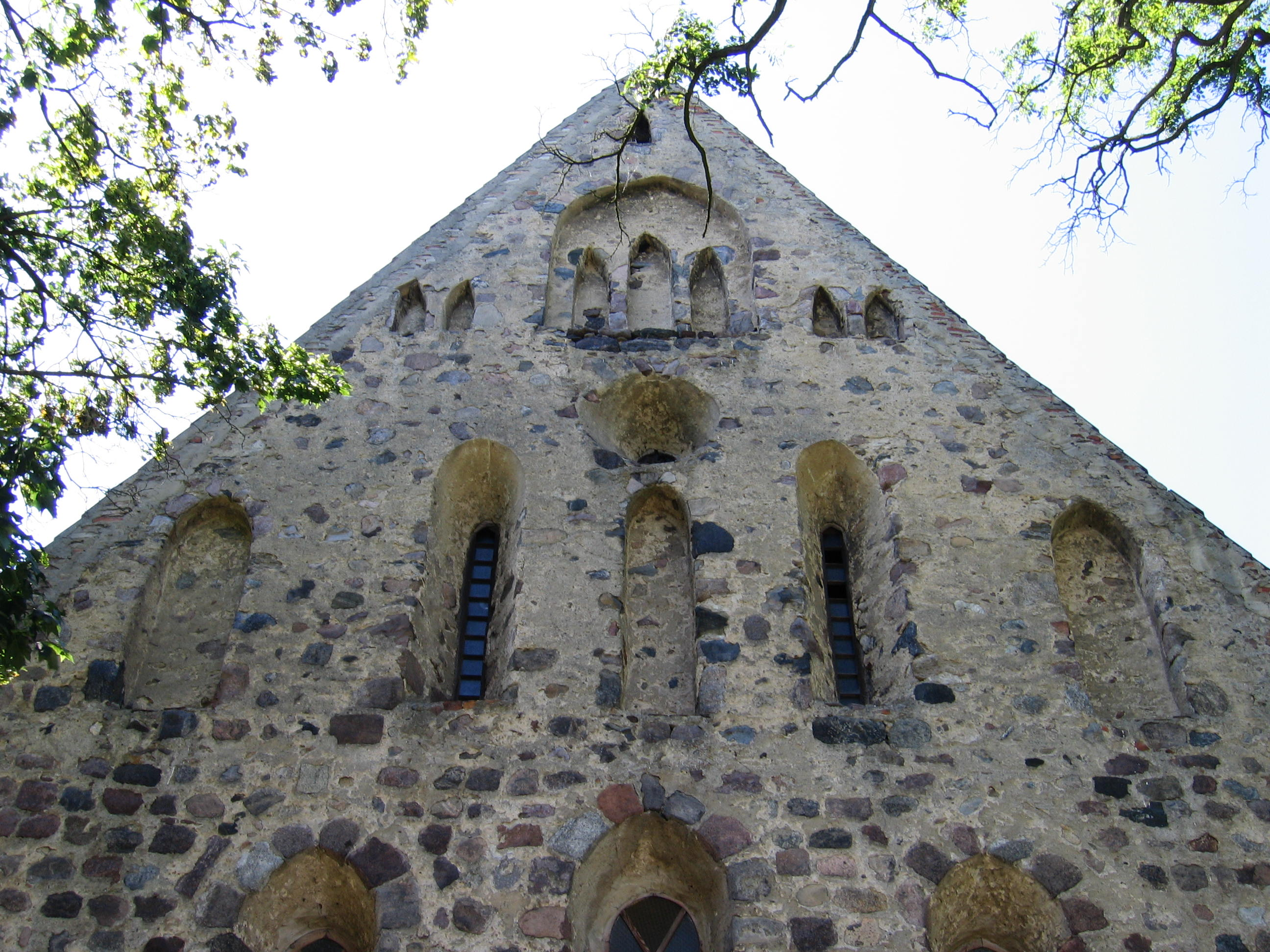
Blendy z XIII wieku (2009 r.)
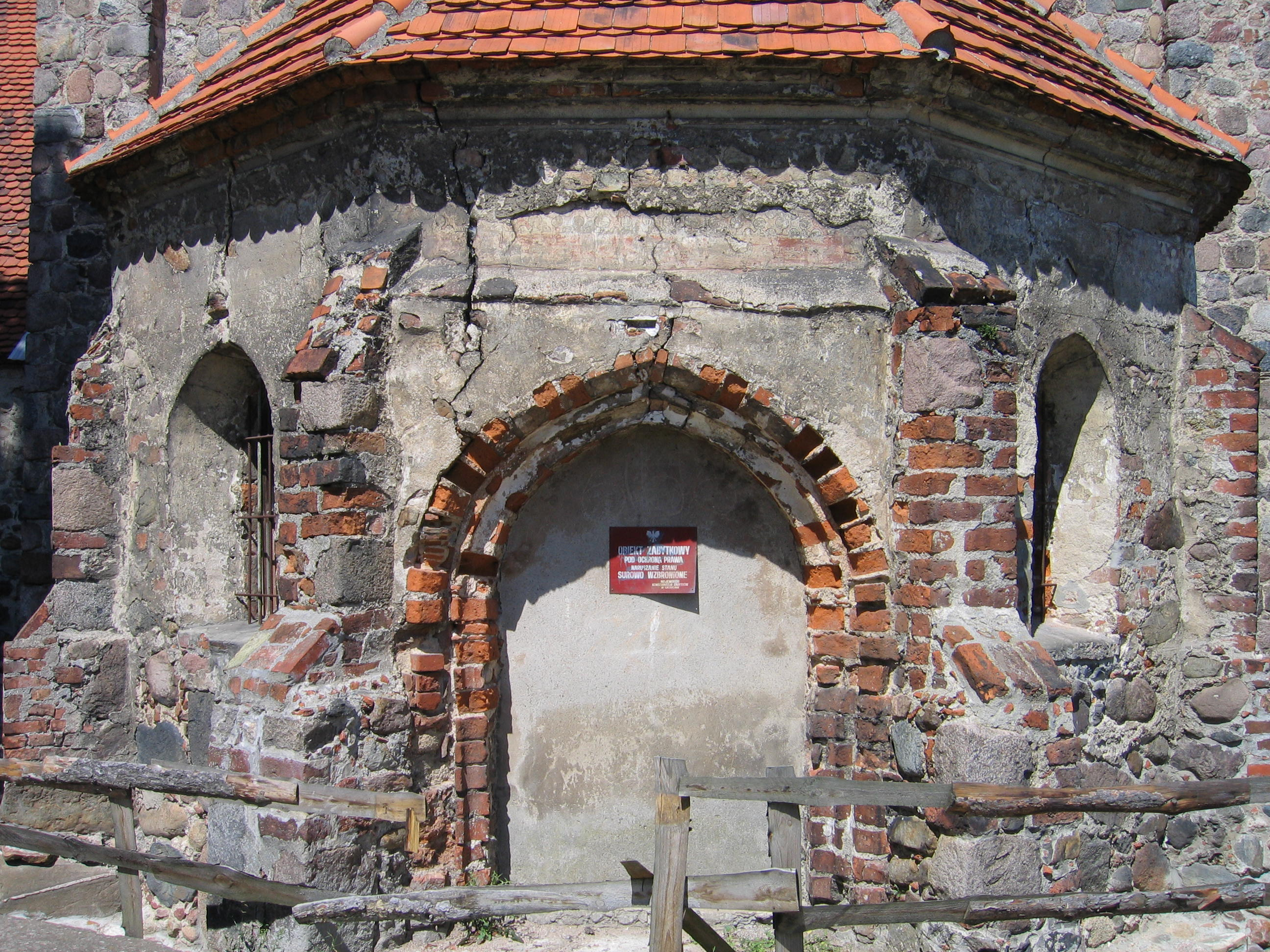
Gotycka kaplica z XIV wieku przy transepcie (2009 r.)
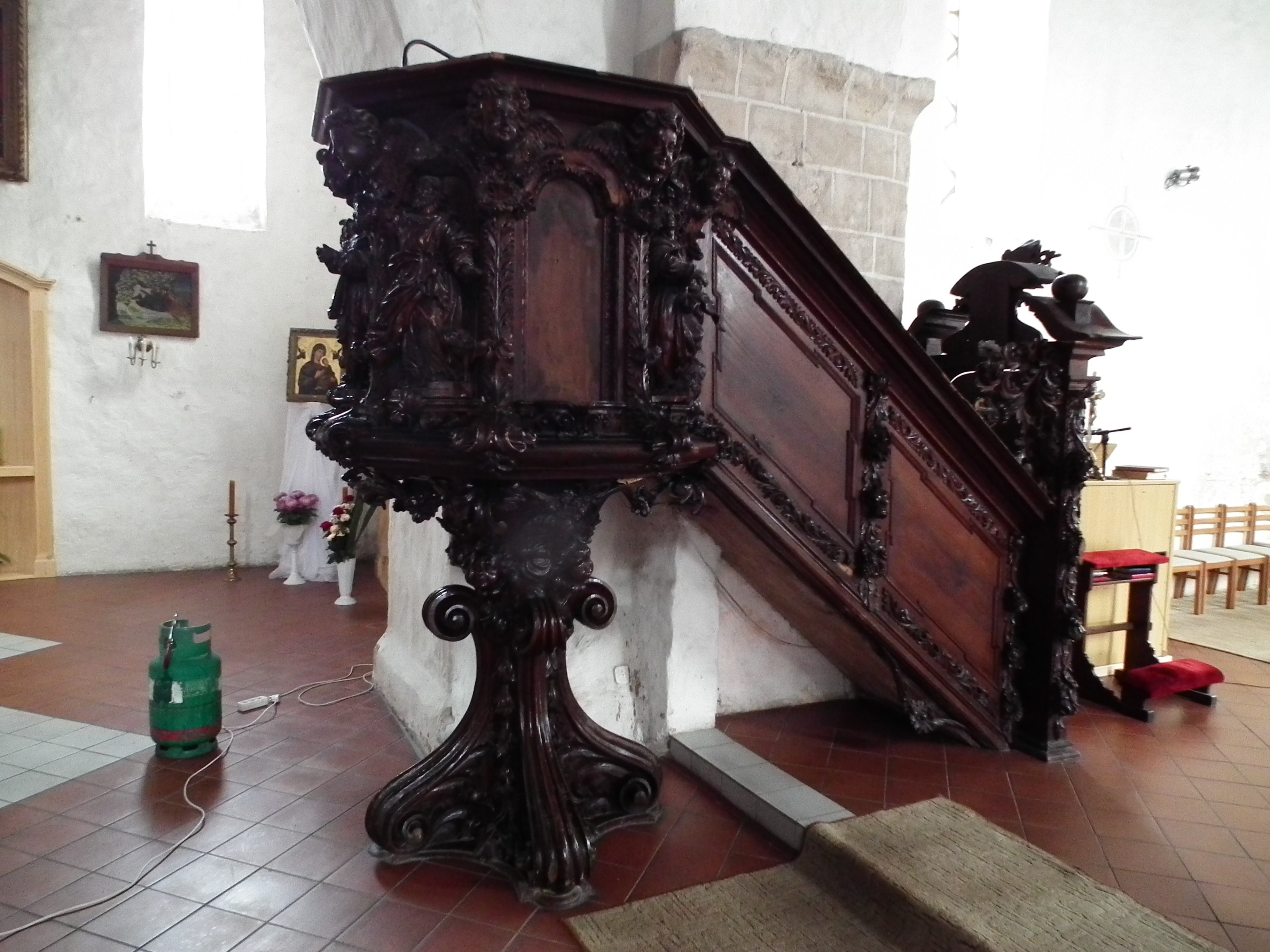
Ambona barokowa z 1711 (2017 r.)